# IIHF Under 18 Challenge Cup of Asia
La Challenge Cup of Asia Under 18 (ufficialmente: IIHF Under 18 Challenge Cup of Asia) è stato un torneo per nazionali di hockey su ghiaccio asiatiche composte da giocatori di età inferiore ai 18 anni, che si sarebbe dovuto svolgere annualmente dal 2012, anno in cui, assieme al torneo Under 20, ha sostituito il torneo per squadre universitarie, che dal 2010 affiancava il torneo maschile maggiore, l'IIHF Challenge Cup of Asia.
A differenza del torneo maggiore, vi potevano prendere parte anche nazionali inserite nei tornei maggiori IIHF.
Se ne è disputata una sola edizione.

## Albo d'oro
| Anno | Primo posto | Secondo posto       | Terzo posto | nr. partecipanti | Paese ospitante                |
| ---- | ----------- | ------------------- | ----------- | ---------------- | ------------------------------ |
| 2012 | Thailandia  | Emirati Arabi Uniti | Malaysia    | 5                | Abu Dhabi, Emirati Arabi Uniti |